# Samozatopienie floty francuskiej w Tulonie
Samozatopienie floty francuskiej w Tulonie – akcja zatopienia własnych okrętów, podjęta 27 listopada 1942 roku przez oficerów i marynarzy wiernej rządowi Vichy części francuskiej marynarki wojennej dla zapobieżenia ich przejęcia przez wojska niemieckie. Na rozkaz admirała Jeana de Laborde’a zniszczone bądź poważnie uszkodzone zostały między innymi trzy pancerniki, cztery ciężkie i trzy lekkie krążowniki oraz liczne mniejsze i pomocnicze jednostki bazującego w Tulonie trzonu sił morskich Vichy.

## Kontekst polityczny i militarny
Po rozejmie w Compiègne 22 czerwca 1940 roku Francja została podzielona na strefę okupowaną oraz pozostającą pod władzą rządu kierowanego przez marszałka Pétaina, z siedzibą w Vichy. Zachował on pozory suwerenności, kontrolę nad większością posiadłości zamorskich, utrzymywał niewielką armię, siły porządkowe oraz flotę wojenną. Zgodnie z warunkami rozejmu miała ona zostać rozbrojona, ale po brytyjskim ataku na Mers el-Kébir oraz następnych starciach w Dakarze, Syrii i na Madagaskarze Niemcy zrezygnowali z ich rygorystycznego egzekwowania, pozwalając pozostawić część jednostek w stanie gotowości bojowej. Formalnie Vichy deklarowało neutralność w światowym konflikcie, a ocalałe siły morskie stacjonowały w Tulonie na francuskim wybrzeżu Morza Śródziemnego, gdzie w mniemaniu władz francuskich były zabezpieczone przed zakusami zarówno Niemiec i Włoch z jednej strony, jak i Wielkiej Brytanii.
8 listopada 1942 roku na wybrzeżach francuskiej Afryki Północnej rozpoczął się desant wojsk alianckich, który, zgodnie z rozkazem Pétaina („...zostaliśmy zaatakowani i będziemy się bronić...”) spotkał się początkowo z oporem zbrojnym ze strony armii i floty wiernej Vichy. Trzy dni później, przy aktywnym udziale admirała François Darlana, który przypadkiem znajdował się w Algierze, zawarto aliancko-francuskie zawieszenie broni. Darlan nie tylko wydał rozkaz zaprzestania oporu przez wojska w Afryce Północnej, ale w osobistej depeszy usiłował nakłonić dowódcę stacjonującej w Tulonie eskadry pełnomorskiej (Les Forces de haute mer – FHM), admirała Laborde’a, do wyprowadzenia okrętów do Dakaru i przejścia na stronę aliantów. Ten nie podjął jednak decyzji o sprzeniewierzeniu się własnym zwierzchnikom, przy czym niemałą rolę odegrała tu jego silna anglofobia. Wkrótce Darlan i jego działania zostały oficjalnie potępione przez marszałka Pétaina.
Także 11 listopada wojska niemieckie dowodzone przez generała Johannesa Blaskowitza wkroczyły na teren Francji pozostający pod kontrolą Vichy (operacja „Anton”). Niemcy rozpoczęli również okupację Tunezji i przejęli przy tym kilka francuskich okrętów bazujących w Bizercie, wcielając później niektóre do własnej lub włoskiej marynarki wojennej. Równocześnie Włosi zajęli Korsykę. W oficjalnych rozmowach z przedstawicielami marszałka Pétaina Niemcy określili swoje działania jako zabezpieczenie kraju przed alianckim atakiem, formalnie pozostawiając Francuzom swobodę administrowania i zapewniając o zamiarze honorowania postanowień rozejmu z czerwca 1940 roku. Pas wybrzeża wokół Tulonu i sama baza nie zostały obsadzone, a francuscy dowódcy otrzymali zapewnienie, że nadal będą kontrolować swoją flotę, o ile nie podejmą żadnej akcji przeciwko siłom Osi, a w razie alianckiej inwazji wystąpią u boku Niemców. Jednak dowództwo niemieckie opracowywało równocześnie plan zajęcia Tulonu i przechwycenia stacjonujących tam okrętów. Francuscy dowódcy, z admirałem Laborde na czele, stanęli wobec trudnego wyboru. Zdawali sobie sprawę z niewiarygodności obietnic niemieckich, ale jednocześnie obawiali się jawnego opowiedzenia po stronie aliantów, jakim byłoby opuszczenie portu przez całą flotę. Należy podkreślić, że większość okrętów dysponowała ilością paliwa wystarczającą na dotarcie do Afryki. Paliwo to zgromadzone było w tajemnicy przed Niemcami. Niemcy ani Włosi nie dysponowali wystarczającymi siłami, aby uniemożliwić przedarcie się tak silnej flocie, co pokazała udana ucieczka kilku okrętów podwodnych. Ostatecznie, aby nie dopuścić do dostania się floty w obce ręce, rozpoczęto przygotowania do samozatopienia okrętów, przekazując ich dowódcom i załogom odpowiednie instrukcje.

## Samozatopienie

Plan bazy z miejscami postoju głównych okrętów

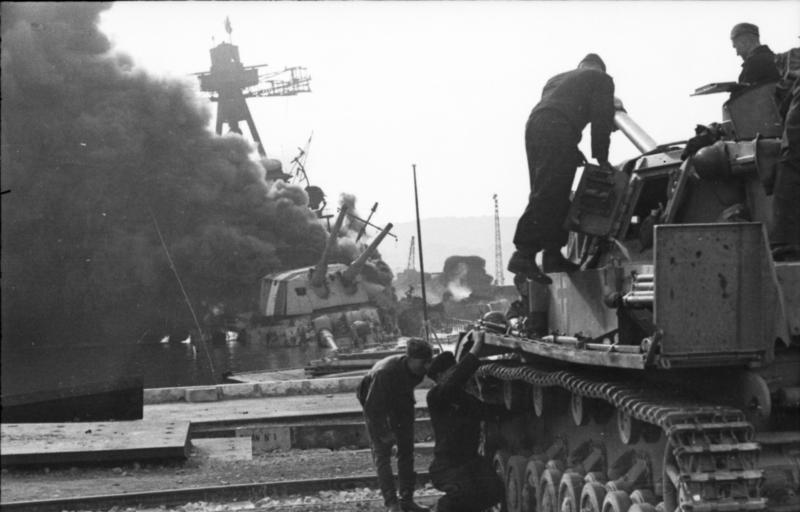
Niemieccy czołgiści w porcie w Tulonie, w tle płonący krążownik „Colbert”

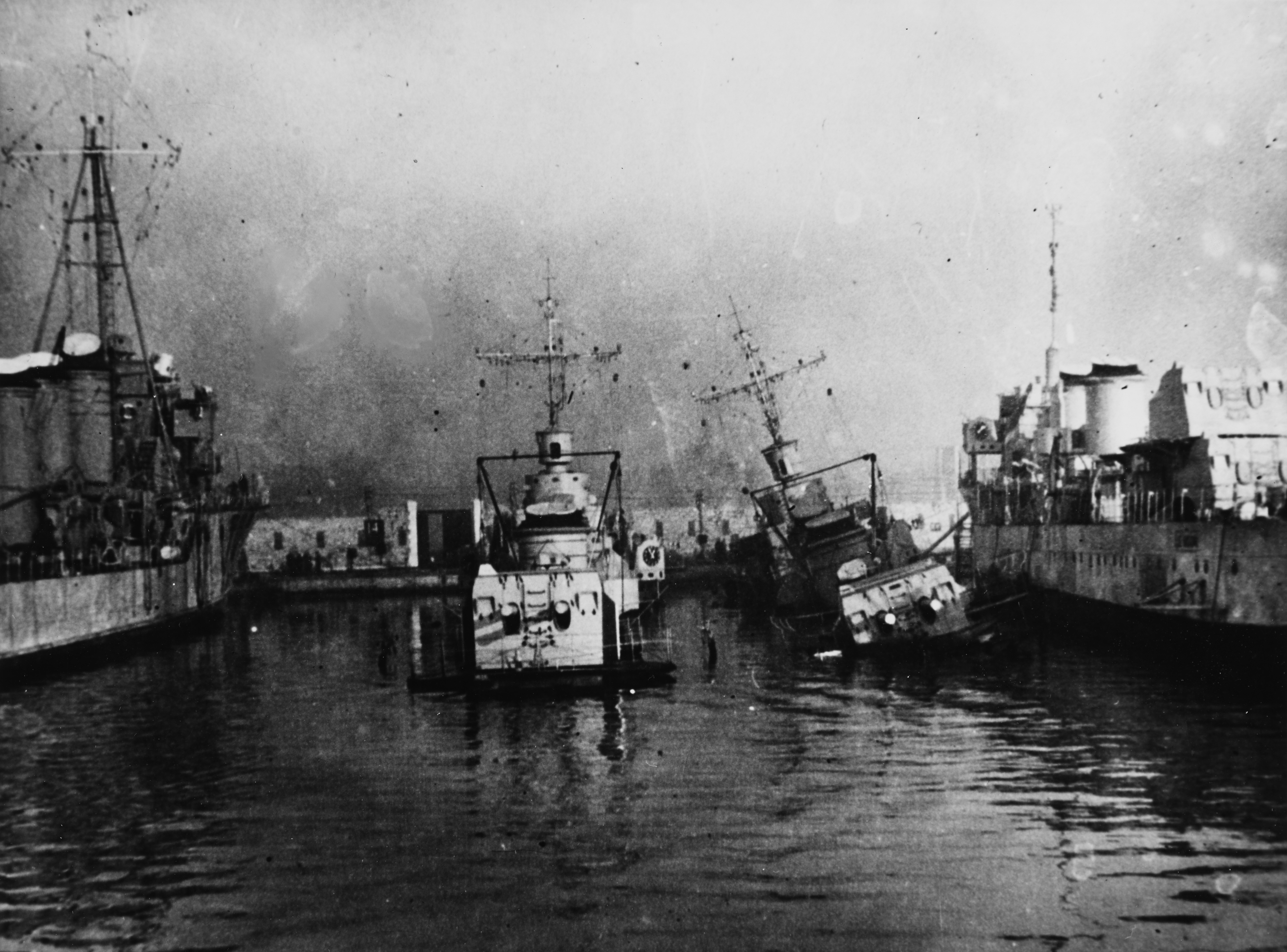
Zatopione niszczyciele typu Le Hardi

Rankiem 27 listopada 1942 roku wojska niemieckie rozpoczęły operację „Lila”, mającą na celu przejęcie portu i francuskich okrętów w Tulonie. 7. Dywizja Pancerna, wzmocniona przydzielonymi oddziałami II. Korpusu Pancernego SS Obergruppenführera Paula Haussera, wkroczyła do miasta od wschodu i zachodu, kierując się w stronę portu i zajmując Fort Lamalque blokujący wejście do bazy od strony morza. Oficerowie Waffen-SS aresztowali prefekta morskiego Tulonu, wiceadmirała André Marquisa. Około 5.20 sforsowane zostały bramy prowadzące do bazy marynarki. 10 minut później admirał de Laborde nadał z pokładu swego okrętu flagowego, pancernika „Strasbourg”, sygnał nakazujący wykonanie akcji samozatopienia.
Załogi francuskich okrętów rozpoczęły działania w pośpiechu, by zdążyć dokonać zniszczeń przed nadejściem Niemców. Poza otwarciem zaworów dennych na części okrętów detonowano ładunki wybuchowe, uszkadzano elementy urządzeń napędowych, systemów kierowania ogniem i części uzbrojenia: zamki i lufy dział, demolowano wyposażenie pomostów. Najpoważniej zniszczone zostały krążowniki „Algérie”, „Colbert” i „La Marseillaise”. „Strasbourg” osiadł na dnie basenu portowego na równej stępce, z pokładem wystającym ponad powierzchnię wody. Admirał de Laborde pozostał na jego mostku w geście protestu przeciwko niemieckiej okupacji, aż do otrzymania wyraźnego rozkazu zejścia z okrętu, wydanego osobiście przez marszałka Pétaina. Na bliźniaczej „Dunkerque”, stojącej w suchym doku, gdzie prowadzono naprawy po uszkodzeniach odniesionych w Mers el-Kébir, załoga zniszczyła najważniejsze elementy uzbrojenia i wyposażenia. Zatopiony został także trzeci z pancerników bazujących w Tulonie, również uszkodzony stary „Provence”. Około 5.45 jego dowódca odebrał co prawda wiadomość z Vichy, zawierającą rozkaz wstrzymania akcji, wydany przez premiera Lavala i ministra marynarki, Jeana Marie Abriala, ale wobec sytuacji w porcie, gdy większość okrętów została już zniszczona, a na nabrzeżu znajdowały się niemieckie jednostki, nie odwołał decyzji o samozatopieniu.
W czasie trwania całej akcji dochodziło do krótkich starć pomiędzy Niemcami a francuskimi marynarzami, prawdopodobnie 12 spośród tych ostatnich zginęło, a 26 zostało rannych. Ogółem w Tulonie zatonęło około 80 okrętów: trzy pancerniki, cztery krążowniki ciężkie i trzy lekkie, 30 niszczycieli i torpedowców, transportowiec wodnosamolotów, 16 okrętów podwodnych, 18 eskortowców różnych typów oraz inne małe i pomocnicze jednostki o łącznej wyporności około 237 000 ton. Kilka starszych niszczycieli, które znajdowały się w dokach ze zdekompletowanymi załogami, zostało tylko nieznacznie uszkodzonych. Francuscy marynarze zostali początkowo uznani przez Niemców za jeńców wojennych, ale zostali zwolnieni po udzieleniu przez władze Vichy gwarancji, że okupanci otrzymają pomoc przy podnoszeniu zatopionych okrętów.
Rozkaz samozatopienia dotarł również do załóg okrętów pozostających poza główną bazą w Tulonie: w stoczni w La Seyne i w Zatoce Szpitalnej (Lazaret). Także tam został on wykonany. Zbuntowało się jedynie pięciu dowódców okrętów podwodnych znajdujących się w bazie Mourillon, na wschodnim krańcu tulońskiego portu. Były to: „Casabianca”, „Vénus”, „Iris”, „Marsouin” i „Le Glorieux”. Po przerwaniu zamykającej wejście do basenu sieci przeciwtorpedowej i zmuszeniu szypra holownika do odciągnięcia zapory bonowej, wypłynęły na pełne morze. Tam zostały zaatakowane przez samoloty Luftwaffe, jedna ze zrzuconych bomb trafiła w pokład „Vénus” i, pomimo że nie eksplodowała, spowodowała uszkodzenia kadłuba. Zmusiło to jej dowódcę do zatopienia okrętu. Uszkodzone bliskimi wybuchami zostały również „Le Glorieux” i „Iris”. „Casabianca” i „Marsouin” dotarły do alianckiego Algieru. „Le Glorieux”, mniej uszkodzony od „Iris”, zawinął na 24 godziny do hiszpańskiego portu w Walencji w celu naprawienia uszkodzeń, po czym dotarł do alianckiego Oranu. „Iris” z trudnościami dopłynęła do Barcelony, gdzie ją i jej załogę internowano.

## Następstwa

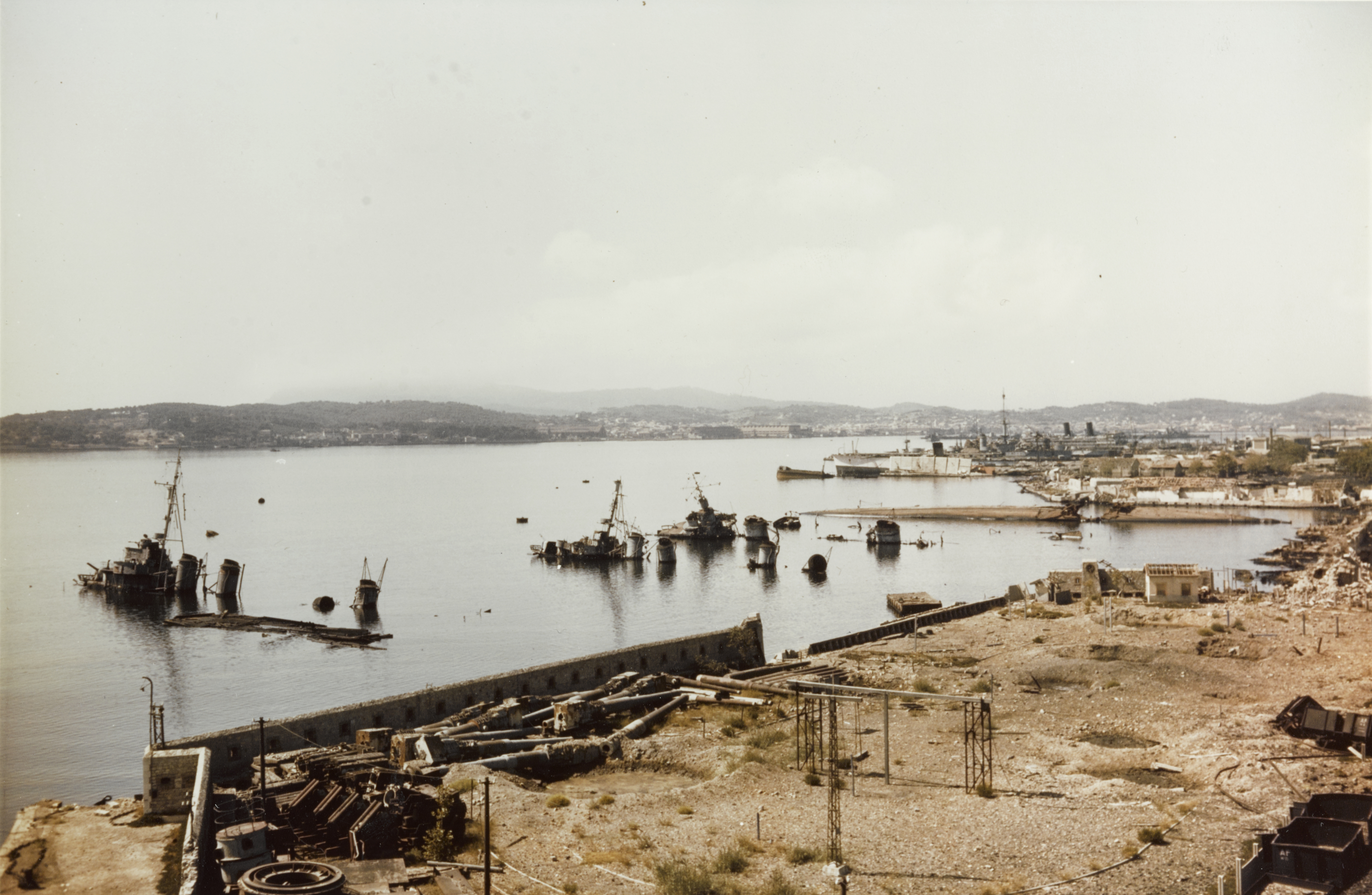
Samozatopiona flota w Tulonie w 1944

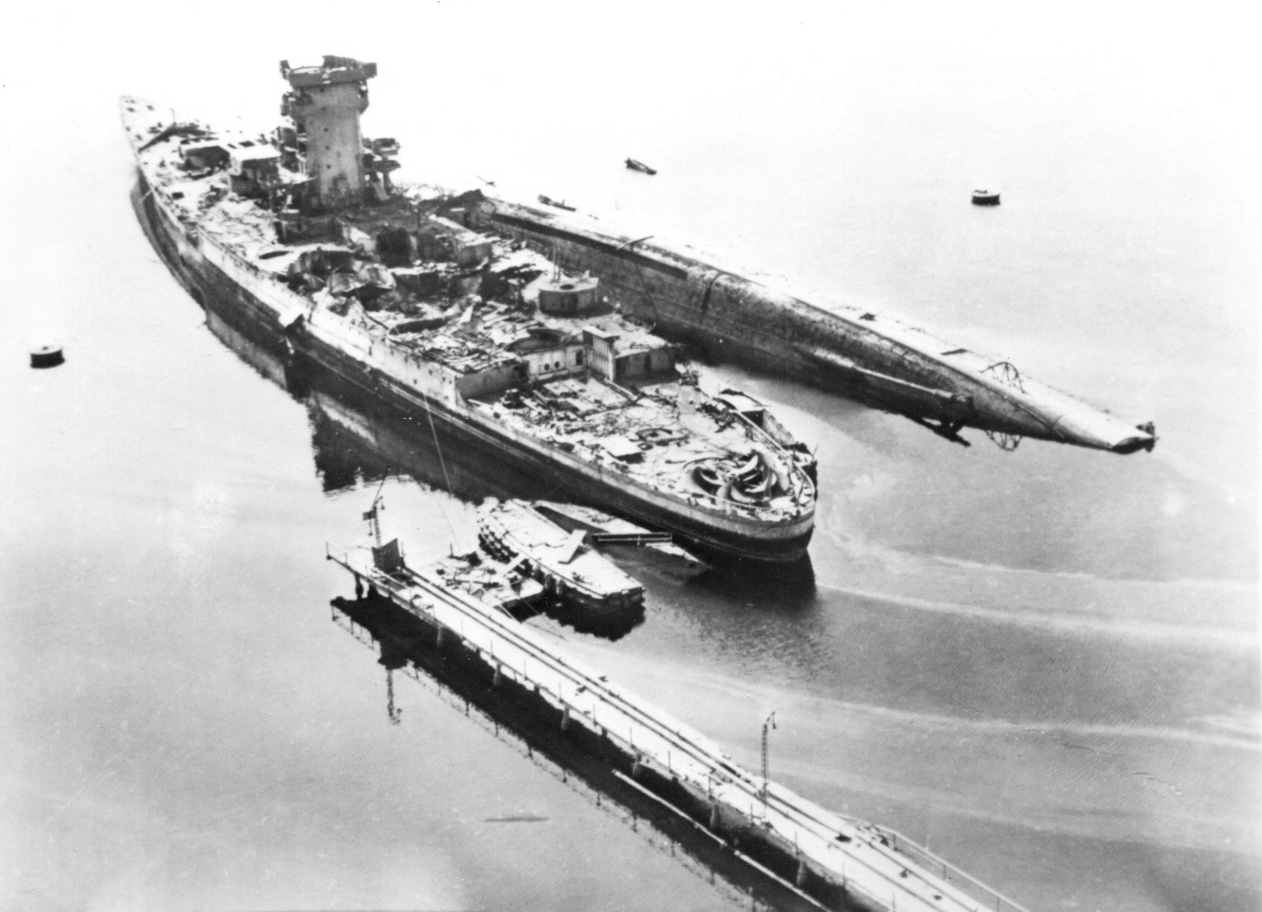
„Strasbourg” i jeden z krążowników po nalocie z 18 sierpnia 1944

W dniach następujących po zniszczeniu własnej floty przedstawiciele rządu Vichy oraz admirał Laborde podkreślali, że swym działaniem zapobiegli dostaniu się okrętów w obce ręce. Podkreślali również znaczenie akcji dla zachowania honoru Francji i honoru żołnierza. Jednak dla większości Francuzów bezprecedensowy fakt zniszczenia własnej floty oznaczał kompletne fiasko polityki rządu Vichy. Pierre Laval wysłał usprawiedliwiający list do Hitlera, tłumacząc w nim przyczyny, dla których Niemcom nie udało się zająć floty francuskiej. Jej zniszczenie osłabiło pozycję admirała Darlana w negocjacjach ze sprzymierzonymi, prowadzonych w Algierze. Dla tych ostatnich była to pomyślna wiadomość, jako że od czasu rozejmu w Compiègne wciąż musieli liczyć się z możliwością współdziałania francuskiej marynarki z siłami Osi, co mogło znacząco wpłynąć na układ sił na Morzu Śródziemnym.
Na początku grudnia Niemcy i Włosi podzielili pomiędzy siebie zatopioną flotę. Większość okrętów przypadła Włochom, którzy byli zainteresowani ich remontem i wzmocnieniem w ten sposób swojej marynarki wojennej. Niemcy poprzestali na przejęciu kilku mniejszych okrętów: ścigaczy i patrolowców, które mogły być szybko przywrócone do pełnej sprawności. Wydobywaniem okrętów kierował ze strony włoskiej inżynier generał O. Gianelli. Do końca stycznia 1943 roku podniesiono i odholowano do Włoch cztery niszczyciele: „Lion” (włoskie oznaczenie FR.21), „Panthère” (FR.22), „Tigre” (FR.23) i „Trombe” (FR.31). Później jeszcze kilka innych (w tym cztery niszczyciele i okręt podwodny) zostało podniesionych i trafiło do włoskich stoczni, otrzymując włoskie oznaczenia, ale prace nad ich remontem posuwały się bardzo powoli. Jedynie FR.23 i FR.31 zdążyły wejść do służby przed kapitulacją Włoch we wrześniu 1943 roku. Niemcy wcielili do służby pod swoją banderą i oznaczeniem SG.21 były eskortowiec „Chamois”. Przezbrojony, był używany bojowo na Morzu Śródziemnym do 24 listopada 1943 roku, gdy w pobliżu Tulonu zatopił go aliancki samolot. Ponownie wydobyty i wyremontowany, został ostatecznie zniszczony ogniem artyleryjskim amerykańskich niszczycieli 15 sierpnia 1944 roku.
Większość zatopionych na płytkiej wodzie okrętów z różnych przyczyn nie została jednak nigdy wyremontowana. Do wielu zabrakło nowych elementów wyposażenia w miejsce tych zniszczonych. Część wydobytych już jednostek została ponownie zatopiona podczas alianckich nalotów na Tulon, na przykład podniesiony przez Włochów 17 lipca 1943 roku „Strasbourg”, z którego pozyskiwano płyty pancerne do przetopu, został zniszczony w czasie bombardowania 18 sierpnia 1944 roku. Z kolei dwie z wież artyleryjskich kal. 340 mm pancernika „Provence” zostały zainstalowane w fortyfikacjach Saint-Mandrier, broniących wejścia do portu w Tulonie i skutecznie użyte podczas odpierania alianckiego desantu w południowej Francji w sierpniu 1944 roku.